# Twierdzenie Helmholtza
Twierdzenie Helmholtza – twierdzenie wielowymiarowego rachunku różniczkowego pochodzące od niemieckiego matematyka i fizyka Hermanna von Helmholtza.
Twierdzenie
Dowolne jednoznaczne i ciągłe pole wektorowe F znikające w nieskończoności można przedstawić - i to w jeden tylko sposób - w postaci sumy gradientu pewnej funkcji skalarnej φ i rotacji pewnej funkcji wektorowej A, której dywergencja jest równa zero:
F = gradφ +rotA,  gdzie  divA = 0
Funkcję φ nazywa się potencjałem skalarnym pola F, a funkcję A - potencjałem wektorowym tego pola.